# شارع ساي تشوي يونغ

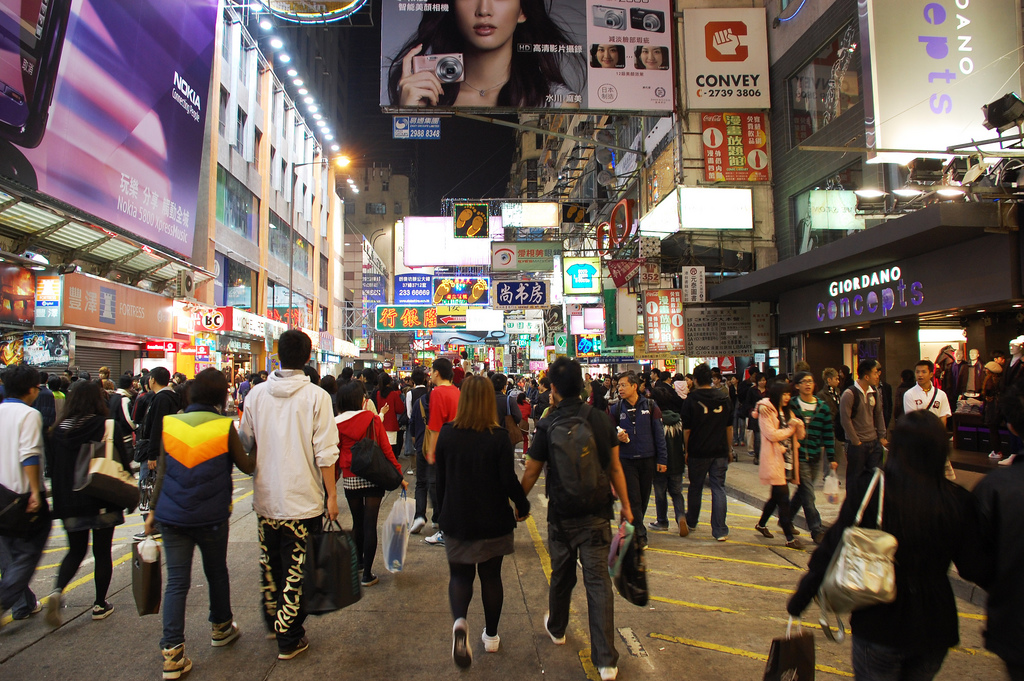
ساي تشوي يونغ في المساء

شارع ساي تشوي يونغ عباراة عن شارعين بمنطقة كولون في هونغ كونغ , وعلى الرغم من أنهما شارعان لكنهما يجمعان في شارع واحد حيث لايربط بينهما سوى مركز الشرطة مونغ كوك .

## نبذة تاريخية
الشارع كان عبارة عن مزرعة للبقلة في قرية مونغ كونغ، سنة 1924 ومع مرور الوقت بدأ تبنى في القرية مباني عالية، قبل أن يتم بناء مركز للشرطة فيه ويتم توسيعه من الشمال والجنوب ليصبح بهذا الشكل .
‌